# Finnischer Fußballpokal 1986
Der Finnische Fußballpokal 1986 (finnisch Suomen Cup 1986) war die 32. Austragung des finnischen Pokalwettbewerbs. Er wurde vom finnischen Fußballverband ausgetragen. Das Finale fand am 11. Oktober 1986 im Olympiastadion Helsinki statt.
Pokalsieger wurde Rovaniemi PS. Das Team setzte sich im Finale gegen Kemin Palloseura durch und qualifizierte sich damit für den Europapokal der Pokalsieger. Titelverteidiger Haka Valkeakoski war im Viertelfinale gegen den späteren Finalisten ausgeschieden.
Alle Begegnungen wurden in einem Spiel ausgetragen. Bei unentschiedenem Ausgang wurde das Spiel um zweimal 15 Minuten verlängert. Stand danach kein Sieger fest, folgte ein Elfmeterschießen.

## Teilnehmende Teams
Die Teilnahme war freiwillig. Insgesamt 274 Mannschaften hatten für den Pokalwettbewerb gemeldet. Die 24 Erst- und Zweitligisten stiegen in der 4. Runde ein.
| Runde         | Zugänge | Sieger der letzten Runde | Spiele / Sieger |
| ------------- | ------- | ------------------------ | --------------- |
| 1. Runde      | 1800    | –                        | 90              |
| 2. Runde      | 70      | 90                       | 80              |
| 3. Runde      | –       | 80                       | 40              |
| 4. Runde      | 24      | 40                       | 32              |
| 5. Runde      | –       | 32                       | 16              |
| 6. Runde      | –       | 16                       | 08              |
| Viertelfinale | –       | 08                       | 04              |
| Halbfinale    | –       | 04                       | 02              |
| Finale        | –       | 02                       | 01              |
| Gesamt        | 2740    |                          | 2730            |

## 1. Runde
|                              | Ergebnis              |                             |
| ---------------------------- | --------------------- | --------------------------- |
| Porvoon Akilles              | 0:2                   | Rastafarian Club Helsinki   |
| Suvelan Pallo                | 0:3                   | Puotinkylän Valtti          |
| Vammalan Palloseura          | 1:5                   | Viialan Peli-Veikot         |
| Oulun Reipas                 | 1:0                   | Oulun Pallo-Pojat           |
| Iltatähti Oulu               | 0:2                   | Oulun Peli-Veikot           |
| Haukiputaan Veikot           | 2:1                   | Pelimiehet Oulu             |
| Kaukosen Pallo               | 0:1                   | Sodankylän Pallo            |
| Oulaisten Huima              | 1:0                   | Nykarleby IF                |
| Säynätsalon Riento           | 0:3                   | Sorsakosken Urheilijat      |
| Nilsiän Pallo-Haukat         | 3:2 n. V.             | Kuipion SC                  |
| Warkauden Pallo -35          | 2:1                   | Juankosken Pyrkivä          |
| Viitasaaren JK               | 4:5                   | Vaajakosken Pallo           |
| Lehmon Pallo-77              | 4:1                   | Rantakylän Peli-Toverit     |
| Suonenjoen Pallo -52         | 1:0                   | JeSP Pallokaverit           |
| Kotkan Kiri                  | 0:4                   | Haminan Pallo-Kissat        |
| Ihme Kemi                    | 4:2                   | Kuopion Jalkapallokerho     |
| Tornion Wentit               | 2:5                   | Tornion PS                  |
| Karstulan Kiva               | 0:8                   | Jämsän Pallo                |
| Jämsänkosken Ilves           | 0:3                   | Jyväskylän Seudun PS        |
| Leppäveden Leppä             | 1:3                   | Suolahden Urho              |
| Malmin Ponnistajat           | 0:4                   | Kiffen Ungdom Helsinki      |
| Dickursby IK-35              | 1:2                   | Rajakylan Yritys Vantaa     |
| Leppävaaran Pallo            | 1:0                   | FC Kiffen 08 Helsinki       |
| Drumsö IK Dicken             | 4:1                   | FC Grani Rowdies            |
| Olarin Tarmo-77              | 0:1                   | PK-50 Vantaa                |
| Helsingin Plootu-Veikot      | 8:0                   | Vantaan PS-80               |
| Peräseinäjoen Toive          | 2:8                   | Vantaan Pallo-70            |
| Akaan Pallo                  | 3:0                   | Paltsarit Tampere           |
| Hämeenlinnan Pallokerho      | 2:1                   | Tervakosken Pato            |
| Orimattilan Pedot            | 4:0                   | PK-82 Lahti                 |
| Mäntsälän Urheilijat         | 1:2                   | Nastolan Nopsa              |
| Sääksjärven Loiske           | 1:0 n. V.             | RRR Tampere                 |
| Hämeenlinnan Härmä           | 1:9                   | Lahden Työväen Palloilijat  |
| Järvenpään-83 PS             | 3:1                   | Töölön Vesa                 |
| Nummen Hukat                 | 3:1                   | Team Hyvinkää               |
| Katajanokan Urheilijat       | 1:2                   | Mallas Espoo                |
| Someron Voima                | 2:4                   | HaHa Salo                   |
| Veijarit Turku               | 4:2                   | Turun Haka                  |
| Apollo-82 Seinäjoki          | 1:8                   | Vasa IFK                    |
| IK Kamp Närpiö               | 3:4                   | FC Kiisto Vaasa             |
| Körsnas FF-75                | 00:12                 | TP-55 Seinäjoki             |
| Tervolan Palloseura          | 6:5                   | Sallan Palloseura           |
| Paltamon Jyry                | 3:2                   | Oulun Luistinseura          |
| Kajaanin Jormuan Tarmo       | 8:0                   | Pyhännän Palloseura         |
| Kellon Työväen Urheilijat    | 0:3                   | Pateniemen Vesa             |
| Espoon Palloseura            | 2:0                   | FC Topparit                 |
| Helsingin Johanneksen Dynamo | 1:4                   | Helsingin Kullervo          |
| Horman Hiisi Lohja           | 0:5                   | Helsingin Palloseura        |
| Lapinlahden Kisa-Toverit     | 2:5                   | Rauman Työväen Unheilijat   |
| Pihlavan Tyoväen Urheilijat  | 4:4 n. V. (3:4 i. E.) | Musan Salama                |
| Ruosniemen Visa              | 1:2                   | Rauman Kisa-Veljet          |
| Taalintehtaan Jäntevä        | 1:3                   | Piikkiön Palloseura         |
| Kimito SF                    | 0:1                   | Nagu IF                     |
| Salon Vilpas                 | 0:2                   | Yritys Turku                |
| Sunds IF                     | 0:1                   | IF Finströms Kamraterna     |
| Trikiinit Helsinki           | 1:3                   | Zenith Myllypuro            |
| Malmin Pallo                 | 4:1                   | Porvoon Weikot              |
| IF Gnistan                   | 1:2                   | Laajasalon Palloseura       |
| Anttolan Urheilijat          | 3:5                   | Futis-82 Lappeenranta       |
| Kuopion PK                   | 0:1                   | Porrassalmen Urheilijat -62 |
| Järvenpään PS                | 4:2 n. V.             | Helsingfors IFK             |
| FC Norssi Helsinki           | 1:0                   | Helsingin Pallo-Pojat       |
| FC Kotka                     | 1:0                   | Purha Inkeroinen            |
| Voikkaan Pallo-Peikot        | 1:2                   | Loviisan Tor                |
| Wanhat Herrat Helsinki       | 1:6                   | Etelä-Haagan Pallo          |
| Nummelan Palloseura          | 4:6 n. V.             | Hyvinkään Palloseura        |
| FC Kuitu                     | 0:7                   | Team Grani Kauniainen       |
| Riihimäen Ilves              | 1:4                   | Suurmäen Pallo              |
| Pekolan Isku                 | 1:2                   | Urjalan Palloseura          |
| Jaakon Pallon                | 2:0                   | Jakobstads BK               |
| Vetelin Urheilijat           | 0:6                   | Hovsala BK                  |
| Lehtimäen Jyske              | 0:2                   | Seinäjoki Sepsit            |
| Forssan Alku                 | 0:2                   | AC Kerubit Turenki          |
| Mänttän Valo                 | 2:1                   | Pirkkalan Viri              |
| FC Kehli                     | 0:3                   | Outokummun Pallo            |
| Juuan Palloseura             | 0:4                   | Toivalan Urheilijat         |
| Haapamäen Pallo-Pojat        | 8:2                   | Hullujen PS Jämsänkoski     |
| Suolahden Tiuki-Ukot         | 0:5                   | Vaajakosken Kuohu           |
| Kotkan PS                    | 6:2                   | Kotkan Jäntevä              |
| Ykspihlajan Reima            | 0:5                   | Terjärv Ungdoms SK          |
| IK Myran Nedervetil          | 3:0                   | Kokkolan Jymy               |
| Larsmo BK                    | 2:0                   | Kannuksen Ura               |
| IF Standard                  | 0:2                   | NoStars Kokkola             |
| Valkealan Kajo               | 2:4                   | Kokemäen Kova-Väki          |
| Ihoden Kiri                  | 0:6                   | Porin Palloilijat           |
| Nakkilan Nasta               | 1:6                   | Toejoen Veikot              |
| Lappfjärds BK                | 0:1                   | SK Unitas Helsinki          |
| FC Vantaa                    | 1:2                   | Karakallion Pallo           |
| Käpylän Urheilu-Veikot       | 0:1                   | Hämeenkylän PS              |
| Malmin Palloseura            | 3:2                   | Esbo BK                     |

## 2. Runde
|                                | Ergebnis              |                             |
| ------------------------------ | --------------------- | --------------------------- |
| Rastafarian Club Helsinki      | 0:4                   | Käpylän Pallo               |
| Puotinkylän Valtti             | 0:5                   | Grankulla IFK               |
| Janakkalan Pallo               | 0:2                   | PS-44 Valkeakoski           |
| Viialan Peli-Veikot            | 3:6 n. V.             | PP-70 Tampere               |
| Oulun Reipas                   | 1:3                   | Oulun Peli-Veikot           |
| Haukiputaan Veikot             | 1:0                   | Oulun Palloseura            |
| Sodankylän Pallo               | 2:0                   | Pellon Ponsi                |
| Rovaniemen Työväen Palloilijat | 2:0                   | Isokylän Pallo-Pojat        |
| Oulaisten Huima                | 0:3                   | Gamlakarleby BK             |
| ABK-48 Vaasa                   | 3:1                   | Sepsi-78 Seinäjoki          |
| Sorsakosken Urheilijat         | 1:0                   | Nilsiän Pallo-Haukat        |
| Warkauden Pallo -35            | 1:6                   | Vaajakosken Pallo           |
| Lehmon Pallo-77                | 0:2                   | Karelian Pallo              |
| Suonenjoen Pallo -52           | 0:1                   | Savon Pallo                 |
| Simpeleen Urheilijat           | 1:3                   | Mikkelin Kissat             |
| Haminan Pallo-Kissat           | 2:3                   | Kumu-Peikot Kuusankoski     |
| Ihme Kemi                      | 1:0                   | Rovaniemen Pallo            |
| Malmin Wintiöt                 | 1:4                   | Rovaniemen Lappi            |
| Karihaaran Visan Pallo         | 2:2 n. V. (7:6 i. E.) | Kittilän Palloseura         |
| Tornion PS                     | 2:1                   | Rovaniemen Reipas           |
| Jämsän Pallo                   | 1:6                   | Jyväskylän Seudun PS        |
| Suolahden Urho                 | 0:2                   | Jyväskylän Palloilijat-77   |
| Kiffen Ungdom Helsinki         | 3:2                   | Hangö IK                    |
| Rajakylan Yritys Vantaa        | 1:4                   | Ekenäs IF                   |
| BK-46 Karis                    | 0:7                   | Leppävaaran Pallo           |
| Drumsö IK Dicken               | 1:5                   | Tikkurilan PS               |
| PK-50 Vantaa                   | 4:2                   | Helsingin Plootu-Veikot     |
| Vantaan Pallo-70               | 5:1                   | Keravan Pallo-75            |
| Akaan Pallo                    | 2:3                   | Hämeenlinnan Pallokerho     |
| Orimattilan Pedot              | 1:2 n. V.             | Nastolan Nopsa              |
| Oriveden Tuisku                | 0:4                   | Sääksjärven Loiske          |
| Lahden Työväen Palloilijat     | 2:4                   | Riihimäen Palloseura        |
| Järvenpään-83 PS               | 3:2                   | Nummen Hukat                |
| Mallas Espoo                   | 1:2                   | By Night Hanko              |
| HaHa Salo                      | 4:0                   | Raision Palloseura          |
| Veijarit Turku                 | 1:4                   | Hirvensalon Heitto          |
| Vasa IFK                       | 4:3                   | FC Kiisto Vaasa             |
| TP-55 Seinäjoki                | ?:?                   | Vaasan PS                   |
| Tervolan Palloseura            | 1:2                   | Pellon Toverit              |
| Pasmajärven Palloilijat        | 4:2                   | Kontio Kolari               |
| Paltamon Jyry                  | 2:4 n. V.             | Kajaanin Jormuan Tarmo      |
| Pateniemen Vesa                | 0:3                   | Kajaanin Palloilijat        |
| Espoon Palloseura              | 2:1                   | Helsingin Kullervo          |
| Helsingin Palloseura           | 1:1 n. V. (4:5 i. E.) | Hyvinkään Apollo            |
| Rauman Työväen Unheilijat      | 1:2                   | Musan Salama                |
| Rauman Kisa-Veljet             | 0:5                   | Pallo-Iirot Rauma           |
| Turun Weikot                   | 1:2 n. V.             | Turun Pallo                 |
| Pargas IF                      | 1:0                   | Paimion Haka                |
| Turun Toverit                  | 3:1                   | Salon Palloilijat           |
| Piikkiön Palloseura            | 2:1                   | ÅIFK Turku                  |
| Nagu IF                        | 6:1                   | Yritys Turku                |
| IF Finströms Kamraterna        | 1:2                   | IFK Mariehamn               |
| Zenith Myllypuro               | 3:0                   | Malmin Pallo                |
| Laajasalon Palloseura          | 3:7                   | FC Honka Espoo              |
| Futis-82 Lappeenranta          | 1:0                   | Porrassalmen Urheilijat -62 |
| Savilahden Urheilijat          | 0:6                   | Joutsenon Kullervo          |
| Järvenpään PS                  | 4:2                   | FC Norssi Helsinki          |
| Karkkilan Urheilijat           | 2:1 n. V.             | Helsingin Ponnistus         |
| FC Kotka                       | 1:0                   | Karhulan Peli-Karhut        |
| Loviisan Tor                   | 0:5                   | Sudet Kouvola               |
| Etelä-Haagan Pallo             | 4:4 n. V. (4:2 i. E.) | Hyvinkään Palloseura        |
| Pohjois-Haagan Urheilijat      | 0:2                   | Team Grani Kauniainen       |
| Suurmäen Pallo                 | 3:3 n. V. (1:3 i. E.) | Seiskat Lahti               |
| Urjalan Palloseura             | 0:3                   | Toijalan Pallo -49          |
| Jaakon Pallon                  | 0:7                   | Hovsala BK                  |
| Seinäjoki Sepsit               | 0:6                   | Lapuan Virkiä               |
| AC Kerubit Turenki             | 0:6                   | Valkeakosken Koskenpojat    |
| Mänttän Valo                   | 0:2                   | Nokian Pyry JK              |
| Outokummun Pallo               | 3:4                   | Toivalan Urheilijat         |
| Haapamäen Pallo-Pojat          | 0:1                   | Vaajakosken Kuohu           |
| JoJo Joutseno                  | 6:0                   | Uus-Lavolan Peli-Pojat      |
| Kotkan PS                      | 0:1                   | Kotkan Työväen Palloilijat  |
| Terjärv Ungdoms SK             | 1:0                   | IK Myran Nedervetil         |
| Larsmo BK                      | 0:3                   | NoStars Kokkola             |
| Kokemäen Kova-Väki             | 3:1                   | Rauman Pallo                |
| Porin Palloilijat              | 2:0                   | Toejoen Veikot              |
| Kaskö IK                       | 0:2                   | Petalax IK                  |
| SK Unitas Helsinki             | 1:2                   | IF Närpes Kraft             |
| Karakallion Pallo              | 1:1 n. V. (3:4 i. E.) | Lohjan Pallo                |
| Hämeenkylän PS                 | 2:6                   | Malmin Palloseura           |

## 3. Runde
|                          | Ergebnis              |                                |
| ------------------------ | --------------------- | ------------------------------ |
| Käpylän Pallo            | 1:4                   | Grankulla IFK                  |
| PS-44 Valkeakoski        | 2:0                   | PP-70 Tampere                  |
| Oulun Peli-Veikot        | 1:2                   | Haukiputaan Veikot             |
| Sodankylän Pallo         | 0:2                   | Rovaniemen Työväen Palloilijat |
| Gamlakarleby BK          | 0:2                   | ABK-48 Vaasa                   |
| Sorsakosken Urheilijat   | 4:1                   | Vaajakosken Pallo              |
| Karelian Pallo           | 3:1 n. V.             | Savon Pallo                    |
| Mikkelin Kissat          | 4:1                   | Kumu-Peikot Kuusankoski        |
| Ihme Kemi                | 0:1 n. V.             | Rovaniemen Lappi               |
| Karihaaran Visan Pallo   | 0:0 n. V. (3:4 i. E.) | Tornion PS                     |
| Jyväskylän Seudun PS     | 3:4                   | Jyväskylän Palloilijat-77      |
| Kiffen Ungdom Helsinki   | 1:4                   | Ekenäs IF                      |
| Leppävaaran Pallo        | 2:1                   | Tikkurilan PS                  |
| PK-50 Vantaa             | 0:7                   | Vantaan Pallo-70               |
| Hämeenlinnan Pallokerho  | 2:1                   | Nastolan Nopsa                 |
| Sääksjärven Loiske       | 0:1                   | Riihimäen Palloseura           |
| Järvenpään-83 PS         | 0:3                   | By Night Hanko                 |
| HaHa Salo                | 2:3                   | Hirvensalon Heitto             |
| Vasa IFK                 | 2:4                   | Vaasan PS                      |
| Pellon Toverit           | 1:0                   | Pasmajärven Palloilijat        |
| Kajaanin Jormuan Tarmo   | 2:3                   | Kajaanin Palloilijat           |
| Espoon Palloseura        | 0:1                   | Hyvinkään Apollo               |
| Musan Salama             | 3:1                   | Pallo-Iirot Rauma              |
| Turun Pallo              | 4:2                   | Pargas IF                      |
| Turun Toverit            | 3:2                   | Piikkiön Palloseura            |
| Nagu IF                  | 0:3                   | IFK Mariehamn                  |
| Zenith Myllypuro         | 00:10                 | FC Honka Espoo                 |
| Futis-82 Lappeenranta    | 0:5                   | Joutsenon Kullervo             |
| Järvenpään PS            | 3:2                   | Karkkilan Urheilijat           |
| FC Kotka                 | 2:5                   | Sudet Kouvola                  |
| Etelä-Haagan Pallo       | 2:1                   | Team Grani Kauniainen          |
| Seiskat Lahti            | 2:0                   | Toijalan Pallo -49             |
| Hovsala BK               | 1:3                   | Lapuan Virkiä                  |
| Valkeakosken Koskenpojat | 1:3                   | Nokian Pyry JK                 |
| Toivalan Urheilijat      | 1:4                   | Vaajakosken Kuohu              |
| JoJo Joutseno            | 0:2                   | Kotkan Työväen Palloilijat     |
| Terjärv Ungdoms SK       | 0:4                   | NoStars Kokkola                |
| Kokemäen Kova-Väki       | 1:2                   | Porin Palloilijat              |
| Petalax IK               | 0:1                   | IF Närpes Kraft                |
| Lohjan Pallo             | 3:1                   | Malmin Palloseura              |

## 4. Runde
In dieser Runde stiegen die Teams der Mestaruussarja und I divisioona ein.
|                            | Ergebnis              |                                 |
| -------------------------- | --------------------- | ------------------------------- |
| Grankulla IFK              | 2:1                   | Kontulan Urheilijat             |
| PS-44 Valkeakoski          | 0:4                   | Haka Valkeakoski                |
| Haukiputaan Veikot         | 3:1                   | Rovaniemen Työväen Palloilijat  |
| ABK-48 Vaasa               | 1:0                   | Äänekosken Huima                |
| Sorsakosken Urheilijat     | 0:1                   | Karelian Pallo                  |
| Mikkelin Kissat            | 2:4                   | Pallo-Kerho 37                  |
| Rovaniemen Lappi           | 1:5                   | Kajaanin Haka                   |
| Tornion PS                 | 1:3                   | Kemin Palloseura                |
| Jyväskylän Palloilijat-77  | 2:0                   | Mikkelin Palloilijat            |
| Ekenäs IF                  | 7:5 n. V.             | Tampereen Pallo-Veikot          |
| Leppävaaran Pallo          | 2:3 n. V.             | Vantaan Pallo-70                |
| Hämeenlinnan Pallokerho    | 2:1                   | Riihimäen Palloseura            |
| By Night Hanko             | 2:2 n. V. (2:4 i. E.) | Hirvensalon Heitto              |
| FF Jaro                    | 1:4                   | Porin Pallo-Toverit             |
| Vaasan PS                  | 1:2                   | Kokkolan Palloveikot            |
| Pellon Toverit             | 0:3                   | Oulun Työväen Palloilijat       |
| Kuopion Elo                | 2:2 n. V. (5:6 i. E.) | Koparit Kuopio                  |
| Kajaanin Palloilijat       | 0:1                   | Rovaniemi PS                    |
| Hyvinkään Apollo           | 2:0                   | Lauritsalan Työväen Palloilijat |
| Myllykosken Pallo -47      | 0:3                   | Kuusysi Lahti                   |
| Musan Salama               | 1:1 n. V. (7:8 i. E.) | Turun Pallo                     |
| Turun Toverit              | 0:1                   | IFK Mariehamn                   |
| FC Honka Espoo             | 2:4                   | Joutsenon Kullervo              |
| Järvenpään PS              | 0:4                   | HJK Helsinki                    |
| Sudet Kouvola              | 3:0                   | FinnPa Helsinki                 |
| Etelä-Haagan Pallo         | 1:3                   | Seiskat Lahti                   |
| Lapuan Virkiä              | 2:0                   | Nokian Pyry JK                  |
| Vaajakosken Kuohu          | 0:4                   | Kuopion PS                      |
| Kotkan Työväen Palloilijat | 2:2 n. V. (5:6 i. E.) | Lahden Reipas                   |
| NoStars Kokkola            | 1:8                   | Ilves Tampere                   |
| Porin Palloilijat          | 3:0                   | IF Närpes Kraft                 |
| Lohjan Pallo               | 0:1                   | Turku PS                        |

## 5. Runde
|                           | Ergebnis              |                           |
| ------------------------- | --------------------- | ------------------------- |
| Grankulla IFK             | 0:4                   | Haka Valkeakoski          |
| Haukiputaan Veikot        | 1:6                   | ABK-48 Vaasa              |
| Karelian Pallo            | 2:2 n. V. (3:4 i. E.) | Pallo-Kerho 37            |
| Kajaanin Haka             | 0:3                   | Kemin Palloseura          |
| Jyväskylän Palloilijat-77 | 0:3                   | Ekenäs IF                 |
| Vantaan Pallo-70          | 2:1                   | Hämeenlinnan Pallokerho   |
| Hirvensalon Heitto        | 1:3                   | Porin Pallo-Toverit       |
| Kokkolan Palloveikot      | 1:1 n. V. (4:5 i. E.) | Oulun Työväen Palloilijat |
| Koparit Kuopio            | 1:2                   | Rovaniemi PS              |
| Hyvinkään Apollo          | 1:0                   | Kuusysi Lahti             |
| Turun Pallo               | 1:4                   | IFK Mariehamn             |
| Joutsenon Kullervo        | 1:4                   | HJK Helsinki              |
| Sudet Kouvola             | 5:0                   | Seiskat Lahti             |
| Lapuan Virkiä             | 1:3                   | Kuopion PS                |
| Lahden Reipas             | 2:3                   | Ilves Tampere             |
| Porin Palloilijat         | 0:2                   | Turku PS                  |

## 6. Runde
|                     | Ergebnis  |                           |
| ------------------- | --------- | ------------------------- |
| Haka Valkeakoski    | 13:10     | ABK-48 Vaasa              |
| Pallo-Kerho 37      | 0:3       | Kemin Palloseura          |
| Ekenäs IF           | 3:2 n. V. | Vantaan Pallo-70          |
| Porin Pallo-Toverit | 2:3       | Oulun Työväen Palloilijat |
| Rovaniemi PS        | 3:1       | Hyvinkään Apollo          |
| IFK Mariehamn       | 0:6       | HJK Helsinki              |
| Sudet Kouvola       | 0:2       | Kuopion PS                |
| Ilves Tampere       | 2:1 n. V. | Turku PS                  |

## Viertelfinale
|                  | Ergebnis  |                           |
| ---------------- | --------- | ------------------------- |
| Haka Valkeakoski | 0:2       | Kemin Palloseura          |
| Ekenäs IF        | 4:5       | Oulun Työväen Palloilijat |
| Rovaniemi PS     | 3:1 n. V. | HJK Helsinki              |
| Kuopion PS       | 3:0       | Ilves Tampere             |

## Halbfinale
|                  | Ergebnis              |                           |
| ---------------- | --------------------- | ------------------------- |
| Kemin Palloseura | 0:0 n. V. (3:2 i. E.) | Oulun Työväen Palloilijat |
| Rovaniemi PS     | 3:1 n. V.             | Kuopion PS                |

## Finale
| Paarung          | Kemin Palloseura – Rovaniemi PS |
| Ergebnis         | 0:2 (0:1) |
| Datum            | 11. Oktober 1986 um 15:00 Uhr (14:00 Uhr MEZ) |
| Stadion          | Olympiastadion, Helsinki |
| Zuschauer        | 3.636 |
| Schiedsrichter   | Eero Aho |
| Tore             | 0:1 Aki Lahtinen (19., Eigentor) 0:2 Steven Polack (60.) |
| Kemin Palloseura | Eingesetzte Spieler: Tuomo Pasanen – Aki Lahtinen, Kari Alatarvas, Jukka Ikäläinen, Gary Armstrong, Seppo Hosio, Risto Kovaniemi, Keith Armstrong, Juhani Himanka, Kari Gullsten, Timo Pirilä, Sauli Kotiranta, Tapani Kotkansalo, Timo Tammela Cheftrainer: Martti Pulkkinen                                   |
| Rovaniemi PS     | Eingesetzte Spieler: Ari Matinlassi – Arto Autti, Kari Hartikainen, Jarmo Ilola, Juha Pehkonen, Steven Polack, Juhani Vuorenmaa, Hannu Haverinen, Paul Heaton, Jukka-Pekka Poutiainen, Hannu Honkanen, Kari Virtanen, Heikki Hannola, Ari Jalasvaara, Pasi Tauriainen, Vesa Tauriainen Cheftrainer: Brian Doyle |